# Бойоріг
Бойоріг (Boiorix) був царем племені кімврів. Приблизний вік — джерела говорять про нього завжди як про «молодого Бойоріга».
Його найпомітнішим досягненням була вражаюча перемога над римлянами в битві при Араузіоні в 105 до н. е. Пізніше він був переможений і убитий в битві при Верцеллах в 101 до н. е.